# 松本寿昭
松本 寿昭（まつもと としあき、1940年（昭和15年）10月1日 - ）は、日本の社会学者、社会福祉学者。専攻は、自殺予防の社会学、社会病理学、高齢者の生きがい、育児・子育て論。
大妻女子大学名誉教授、日本自殺予防学会常務理事（1999.4－2015.9）。

## 経歴
愛媛県東宇和郡宇和町中川村杢所出身。（現愛媛県西予市宇和町杢所）
年間3万人前後という日本における自殺予防の方法論の確立に向けた研究に取り組んでいる。特に、社会学・社会福祉学の方法論を駆使し、地域での実証的な研究に早くから取り組む(この分野の論文・著書多数)。また、子どものいじめ・自殺問題を無くすための方法を育児・子育てのあり方に着目し、母親との面接や実態調査を踏まえ検討している。

### 学歴
- 1956年（昭和31年) 3月 - 愛媛県東宇和郡宇和町中川村立中川中学校卒業。
- 1959年（昭和34年）3月 - 愛媛県立宇和高等学校卒業。
- 1966年（昭和41年）4月 - 東洋大学Ⅱ部社会学部社会学科入学。
- 1968年（昭和43年）4月 - 東洋大学Ⅰ部社会学部応用社会学科社会福祉学専攻へ転部。
- 1970年（昭和45年）3月 - 東洋大学Ⅰ部社会学部応用社会学科社会福祉学専攻卒業。
- 1972年（昭和47年）3月 - 東洋大学大学院社会学研究科社会福祉学専攻修士課程卒業。
- 1975年（昭和50年）3月 - 東洋大学大学院社会学研究科社会学専攻博士後期課程単位取得満期退学。

### 職歴
- 1960年（昭和35年）4月 - 井関農機株式会社入社。
- 1968年（昭和43年）3月 - 井関農機株式会社退社。
- 1972年（昭和47年）4月 - とげぬき生活館。(非常勤)　（～1987年（昭和62年）2月）
- 1972年（昭和47年）6月 - 社会福祉法人芙蓉会特別養護老人ホーム上総園生活指導員。(非常勤)　（～1975年（昭和50年）3月）
- 1975年（昭和50年）4月 - 大妻女子大学。(常勤)　（～2013年（平成25年）3月）
- 1984年（昭和59年）4月 - 明治大学Ⅱ部政経学部。(非常勤)　（～2003年（平成15年）3月）
- 2013年（平成25年）4月 - 大妻女子大学名誉教授。

その他
- 1990年 (平成2年)　4月 - 入間市障害者福祉審議会委員(この間に会長2期務めた)　（～2013年(平成25年) 3月）

## 著書

### 単著
- 『老年期の自殺に関する実証的研究』(多賀出版、1995)
- 『児童福祉』(Ucan、2003)
- 『日本における自殺死亡率の地域分布―市町村の標準化死亡比(SMR)1983-1997』（原人舎、2007）
- 『出会いからの学びー方法としてのフィールドワークを通して』(家政教育社、2013)

### 編著
- （高橋重宏共編著）『現代の社会福祉』(家政教育社、1989)
- （高林孝志共編著）『児童福祉』(蒼丘書林、1991)
- （佐藤豊道共編著）『高齢者福祉論』(相川書房、1992)
- （高橋重宏、佐藤豊道共編著）『人間と家族―21世紀に向けて』(中央法規出版、1995)
- （松本寿昭編著）『社会福祉論―福祉とは何をすることか』(家政教育社、1998)
- （松本寿昭編著）『新時代の社会福祉』(家政教育社、2002)
- （松本寿昭編著）『社会福祉援助技術―教育・保育ネオシリーズ8』(同文書院、2004)
- （松本寿昭編著）『社会福祉―福祉系国家資格の取得を志す人のために』(家政教育社、2007)
- （松本寿昭編著）『子ども家庭福祉論―子どもの人権と最前の利益を守るために』(相川書房、2008)

### 共著、分担執筆
- （吉田宏岳、松本峰雄他）『教育・保育実習』(相川書房、1978)
- （吉田宏岳、松本峰雄他）『児童養護施設実習』(相川書房、1978)
- 『育児としつけの百科』(小学館、1979)
- （吉田宏岳、萩吉康他）『社会福祉』(福村出版、1981)
- （高橋重宏、江幡玲子他）『児童福祉を考える』(川島書店、1983)
- （飯山信一他）『親の気持ちの伝え方』(三修社、1983)
- （千羽喜代子、平井信義他）『乳幼児保育学』(福村出版、1993)
- （日本社会福祉実践理論学会編）『社会福祉基本用語辞典』(川島書店、1996)
- （岡田正章、網野武博他）『現代保育用語辞典』(フレーベル館、1997)
- （金田卓也、千羽喜代子他）『子どもー児童学からのアプローチ』(相川書房、1998)
- （平山宗宏、田村健二他）『現代子ども大百科』(中央法規出版、1988)
- （森田洋司、四方寿雄他）『現代の社会病理Ⅳ』(垣内出版、1998)
- （斉藤友紀雄、秋山聡平他）『自殺問題Ｑ＆Ａ－自殺予防のために』(至文堂、2002)
- （大沢清二、磯部敬一郎他）『学校保健健康教育用語辞典』(大修館書店、2004)
- （柚井孝子、本村汎他）『家政学事典』(朝倉書店、2004)
- （寺見陽子他）『テーマで学ぶ　現代の保育』(保育出版社、「2006)
- （白井孝子、高橋祥友他）『死に急ぐ初老の人々』(至文堂、2006)
- 『自死遺族支援と自殺予防　キリスト教の視点４から』(日本キリスト教出版局、2015)

## 論文

### 原著論文
- 「親族組織の動態分析―北海道日高地方におけるアイヌコタンの構造の変動に着目して」『白山社会学研究第2号』、東洋大学白山社会学会編、p.13-24、1988。
- 「過疎地域における老人自殺の実態」『社会老年学№.31』、東京都老人総合研究所、p.22-34、1990。
- 「農村における家庭及び地域の教育力」(平井信義、千羽喜代子らと共著)、『児童研71巻』、日本児童学会、p.71-77、1992。
- 「老年期の自殺とその家族」『自殺予防と危機介入』、vol.17、№1、日本自殺予防学会、p.6-25、1994。
- 「自殺の学説史的研究」『自殺予防と危機介入』、vol.20、№1、日本自殺予防学会、p.79-82、1999．
- 「自殺の要因と予防」『自殺予防と危機介入』、vol.22,№1、日本自殺予防学会、p.37-42,2001。
- 「自殺のSMR(標準化死亡比)の地域間格差とその関連要因に関する研究」『自殺予防と危機介入』、vol.23,№1、日本自殺予防学会、p.46-65、2002。
- 「宮崎県の自殺とその地域性」『自殺予防と危機介入』、vol.24、№１、日本自殺予防学会、p.34-46,2003。
- 「自殺の心理・社会定期要因に関する研究―高齢自殺者のライフヒストリーの分析を中心にー」『自殺予防と危機介入』、vol.27、№1、日本自殺予防学会、p.34-43、2006。
- 「自殺者の『こころ』を読むー自殺者のライフヒストリーの分析の視点からー」『自殺予防と危機介入』、vol.29、№1、日本自殺予防学会、p.41-49、2008。

### 大学の紀要及び専門的な雑誌に掲載された論文
- 「東京都23区における自殺者の実態―自殺防止研究報告・その1」（田村健二らと共著）『東洋大学社会学部紀要』、9、p.39-82、1971。
- 「自殺者の実態と背景―東京都23区と北陸の過疎地帯の調査から」(田村健二らと共著)『厚生の指標』、第19巻第2号、p.9-21、1972。
- 「新潟県東頸城郡における自殺者の実態―自殺防止研究報告・その2」(田村健二らと共著)『東洋大学社会学部紀要』、10、p19-146、1974。
- 「新潟県における老人自殺―その1:過疎地域における老人自殺の(高率地域・低率地域および自殺者家族の)比較調査と対策」(田村健二らと共著)『東洋大学社会学部紀要』,11・12、p.1-128、1975。
- 「児童福祉の現状と課題―保育所の実態調査を中心にー」(田村健二と共著)『東洋大学社会学紀要』、№13、p.1-20、1976。
- 「新潟県東頸城郡における老人自殺の実態」『大妻女子大学家政学部』、№13、p.175-200、1977。
- 「自殺の心理・社会的要因に関する研究―自殺老人のライフヒストリー分析を中心として」『大妻女子大学家政学部紀要』、№16、p.135-152、1980。
- 「老人扶養に関する研究―家族における老人観の変遷を中心としてー」『大妻女子大学家政学部紀要』、№17、p.143-164、1981。
- 「社会人類学研究ノート(その:1)北海道におけるアイヌの社会組織(家族と親族構造を中心として)について」『大妻女子大学家政学部紀要』、№19、p.101-107、p.1983。
- 「親族と社会組織―北海道におけるアイヌ民族と家族と親族組織の分析を中心としてー」『大妻女子大学家政学部紀要』、№24、p.247-280、1983。
- 「家政学の将来構想に寄与するための児童学の方法論の確立に関する研究」（平井信義らとの共著『大妻女子大学家政学部紀要』、№25、p.109-211、1989。
- 「老人自殺の調査研究―昭和58・61年度の新潟県東頸城郡における自殺老人と家族員の調査研究」『東洋大学社会学部紀要』、第27-2号、p.39-128、1990。
- 「日本の社会問題の福祉的対応―老人自殺の調査研究―」『東洋大学社会学研究所・研究報告』、p.1-162、1991。
- 「老年期の自殺とその家族的背景」『大妻女子大学紀要―家政系―』、№28、p.131-147、1992。
- 「エンゼルプランと子どもの権利」『日本家政学会誌』、vol.47、№12、日本家政学会、p.55-61、1996。
- 「人口減少地域における自殺問題」『大妻女子大学紀要―家政系―』、№32、p.341-362、1996。
- 「子どもの『興味・関心』に関する基礎的研究」『大妻女子大学紀要―家政系―』、№33、p.225-239、1996。
- 「老年期の自殺とその家族的背景に関する社会病理学的研究」『大妻女子大学紀要―家政系―』、№36、p.117-144、2000。
- 「老年期の自殺」『教育と医学―増え続ける自殺』、22巻1号、慶応義塾大学出版会、p.36-43、2000。
- 「ケースワーク臨床の基礎となる援助関係―臨床福祉学の構築に向けて」『大妻女子大学家政系紀要』、第37号、p.181-189、2001。
- 「子どもの問題行動の理解とその援助―その1:不登校の場合」『大妻女子大学家政系紀要』、第38号、p.179-187、2002。
- 「自殺死亡率の地域分布と心理・社会的要因に関する研究」『大妻女子大学家政系紀要』、第39号、p.87-104、2003。
- 「『母になる』ということー第一子を育児中の女性に事例から」(市川舞さんとの共著)『大妻女子大学家政系紀要』、第40号、p.105-112、2004。
- 「自殺の要因とその防止<予防>対策『日本の場合』」『大妻女子大学家政系紀要』、第41号、p.61-67、2005。
- 「子どもの社会性をどう捉え、どう育てるかー幼稚園での相談事例を踏まえて」『子ども総合研究―創刊号』、大妻女子大学児童学科創設40周年記念誌、p.40-48、2008。
- 「高齢者の自殺：その要因と予防」『大妻女子大学家政系紀要』、第45号、p.117-122、2009。
- 「自殺者の『こころ』を読むー自殺者のライフヒストリーの分析の視点から」『大妻女子大学家政系紀要』、第46号、p.155-163、2010。
- 「市町村合併と自殺問題に関する住民意識―新潟県上越市と十日町市を事例として」『大妻女子大学家政系紀要』、第48号、p.35-42、2010。
- 「子どもと家庭および地域社会におけるソーシャルワークの方法に関する基礎的研究」(加藤悦雄、井上修一氏との共著)『大妻女子大学家政系紀要』、第49号、p.99-110、2013。

### 総説・解説等
- 「Y・Kケースー対人恐怖症の臨床事例ー」『とげぬき相談―創立15周年記念』、とげぬき生活館、p.49-65、1975。
- 「『よい子』の殻をかぶって育つ子どもーある情緒不安定児をもつ母親の相談事例から」『子どもと家庭』、日本児童問題調査会、p.17-20、1976。
- 「わが国の児童福祉」『文部省産業教育指導者養成講座講義修』全国家庭教育教会高等部編、p.182-225、1979。
- 「登校拒否児の事例研究―T.Kケースを中心に」『とげぬき相談―創立20周年記念』、とげぬき生活館、p.61-68、1980。
- 「児童相談にみられる家庭問題」『家庭科教育』、第56巻13号、家庭教育社編、p.71-74、1982。
- 「豊かな老後の生活を実現させるために」『ふるさと』,大妻女子大学千鳥会編、第34号、p.3-5、1982。
- 「学校教育の今日的課題」『家庭科教育』、第58巻1号、家政教育社編、p.16-19、1984。
- 「北海道和人の生活(民俗)文化研究の関する一つの提言」『北海道を探る』、№12、北海道みんぞく文化研究会編、p.126-127、1986。
- 「日本の社会福祉の現状と課題」『家庭科教育』、家政教育社編、61巻1号、p.6-11，1987。
- 「シベチャリ川筋の集落(kotan)構成―シツナイ場所における人別張の分析を中心にー」『北海道を探る』、№17、p.192-206、1998。
- 「父子家庭の男性」『家庭科教育』、64巻9号、家政教育社編、p.68-75、1990。
- 「秋田研究『12年間の現地調査』を振り返って」『三尺の動子を排す』、秋田鳥海町ひらめき会編、p.124-135、1997。
- 「鳥海町笹子地域を中心とした家と村―子どもの生活史に着目しながら」『鳥海町に生きる物語―秋田県鳥海町における聞き取り調査』、大妻女子大学児童学科編、p.29-35、1998。
- 「増え続ける自殺とその予防―最近の自殺の動向をどう読むかー」『自殺予防と危機介入』,vol.22、№1、日本自殺予防学会、p.2-5、2001。
- 「自殺予防の多様化」『自殺予防と危機介入』、vol.27、№1、日本自殺予防学会、ｐ1-5、2006。
- 「斉藤友紀雄著『自殺危機とそのケア』」、書評、『本のひろば』、第616号、p.14-15、2006。
- 「高齢者の自殺―それをなくため私たちにできること」『信徒の友』、日本キリスト教団出版局、p.64-67、2014、2月号。

### 研究報告書・調査報告書
- 「アイヌの親族と社会構造、その社会人類学的研究」『昭和59年度科学研究費補助金(一般C)研究成果報告書』,p.1-123、1985。
- 「欧米とわが国における社会病理学の学説史的研究」『平成3年度-4年度科学研究費補助金、総合研究(A)、研究成果報告書』(研究代表、細井洋子<東洋大学>)、p.1-106、1993。
- 「地域生活と子どもー鳥海町笹子地区天神集落の場合」『昭和62年度科学研究費補助金(一般C)研究成果報告書』(平井信義、千羽喜代子らと共著)、p.1-27(筆者担当部分)、1998。
- 「老年期の自殺とその家族的背景に関する社会病理学的研究」『1991年度科学研究費補助金(一般 C)研究成果報告書』、p.1-161、1992。
- 「自殺死亡率の地域分布と心理・社会的要因に関する研究」『2000年度科学研究費補助金(基盤研究<C><2>)研究成果報告書』、p.1-128、2001。
- 「4年制大学における保育者養成の現状と課題」(阿部和子・田代和美・高橋ゆう子・川廷宗之氏らとの共著)『大妻女子大学人間生活文化研究所共同研究プロジェクト研究報告書』、p.1-67、2009。
- 「4年制大学における保育者養成の現状と課題(前年度の継続)」(高橋ゆう子・加藤悦雄・田代和美・川廷宗之、松山博光・藤江慎二氏らとの共著)『大妻女子大学人間生活文化研究所共同研究プロジェクト研究報告書』、p.1-51、 2010。
- 「子どもと家族および地域社会におけるソーシャルワークの方法に関する基礎的研究」(加藤悦雄・井上修一氏との共著)『大妻女子大学人間生活文化研究所共同研究プロジェクト研究報告書』、p.1-48、2012。
- 「予防に向けた自殺の要因に関する研究―世代・異文化・コミュニテイの視点から」(反町吉秀・松山博光・若林佳史・安田和子・小牧奈津子・小森田龍生・田所満理恵氏との共著)『大妻女子大学人間生活文化研究所共同研究プロジェクト研究報告書』、p.1-52、2012。